# San Martín (regio)
San Martín (Aymara: San Martín; Quechua: San Martin) is een regio van Peru, gelegen in het noorden van het land. De regio heeft een oppervlakte van 51.253 km² en heeft 840.790 inwoners (2015). San Martín grenst in het noorden en oosten aan Loreto, in het zuiden aan Huánuco en in het westen aan La Libertad en Amazonas. De hoofdstad is Moyobamba.

## Bestuurlijke indeling
De regio is verdeeld in tien provincies, die weer zijn onderverdeeld in 78 districten. Achter elke provincie wordt de hoofdplaats genoemd.
| Nr. | Provincie        | Inwoners | Oppervlakte | UBIGEO | Districten | Hoofdplaats      | Inwoners |
| --- | ---------------- | -------- | ----------- | ------ | ---------- | ---------------- | -------- |
| 1   | Bellavista       | 59.894   | 8.033 km²   | 2202   | 6          | Bellavista       | 17.686   |
| 2   | El Dorado        | 40.999   | 1.298 km²   | 2203   | 5          | San José de Sisa | 3.729    |
| 3   | Huallaga         | 25.464   | 2.380 km²   | 2204   | 6          | Saposoa          | 12.951   |
| 4   | Lamas            | 85.667   | 5.083 km²   | 2205   | 11         | Lamas            | 16.871   |
| 5   | Mariscal Cáceres | 50.668   | 14.499 km²  | 2206   | 5          | Juanjuí          | 28.000   |
| 6   | Moyobamba        | 151.022  | 3.772 km²   | 2201   | 6          | Moyobamba        | 88.059   |
| 7   | Picota           | 45.212   | 2.171 km²   | 2207   | 10         | Picota           | 7.941    |
| 8   | Rioja            | 130.567  | 2.535 km²   | 2208   | 9          | Rioja            | 75.080   |
| 9   | San Martín       | 289.000  | 5.640 km²   | 2209   | 14         | Tarapoto         | 210.316  |
| 10  | Tocache          | 72.364   | 5.865 km²   | 2210   | 6          | Tocache Nuevo    | -        |

| Detailkaart |
| ----------- |
|             |
| Provincies  |

Amazonas · Áncash · Apurímac · Arequipa · Ayacucho · Cajamarca · Callao · Cuzco · Huancavelica · Huánuco · Ica · Junín · La Libertad · Lambayeque · Lima · Loreto · Madre de Dios · Moquegua · Pasco · Piura · Puno · San Martín · Tacna · Tumbes · Ucayali

Zelfstandige provincie: Lima